# Tremês
Tremês est une ancienne freguesia portugaise située dans le District de Santarém.
Avec une superficie de 24,79 km2 et une population de 2 146 habitants (2001), la paroisse possède une densité de 86,6 hab/km2.

## Histoire
La loi no 11-A/2013 du 28 janvier 2013, portant réorganisation administrative du territoire des freguesias, fusionne Tremês avec la paroisse voisine d'Azóia de Cima  pour former l’União das Freguesias de Azoia de Cima e Tremês, dont le siège est à Tremês.